# サザン航空242便墜落事故
サザン航空242便墜落事故は、1977年4月4日にアメリカ合衆国・ジョージア州で発生した航空事故である。
アメリカの国内線航空会社でもあるサザン航空が運航する定期便242便が、飛行中に悪天候に巻き込まれて全てのエンジンが停止し不時着を試みるも、失敗して大破炎上した。

## 事故当日のサザン航空242便

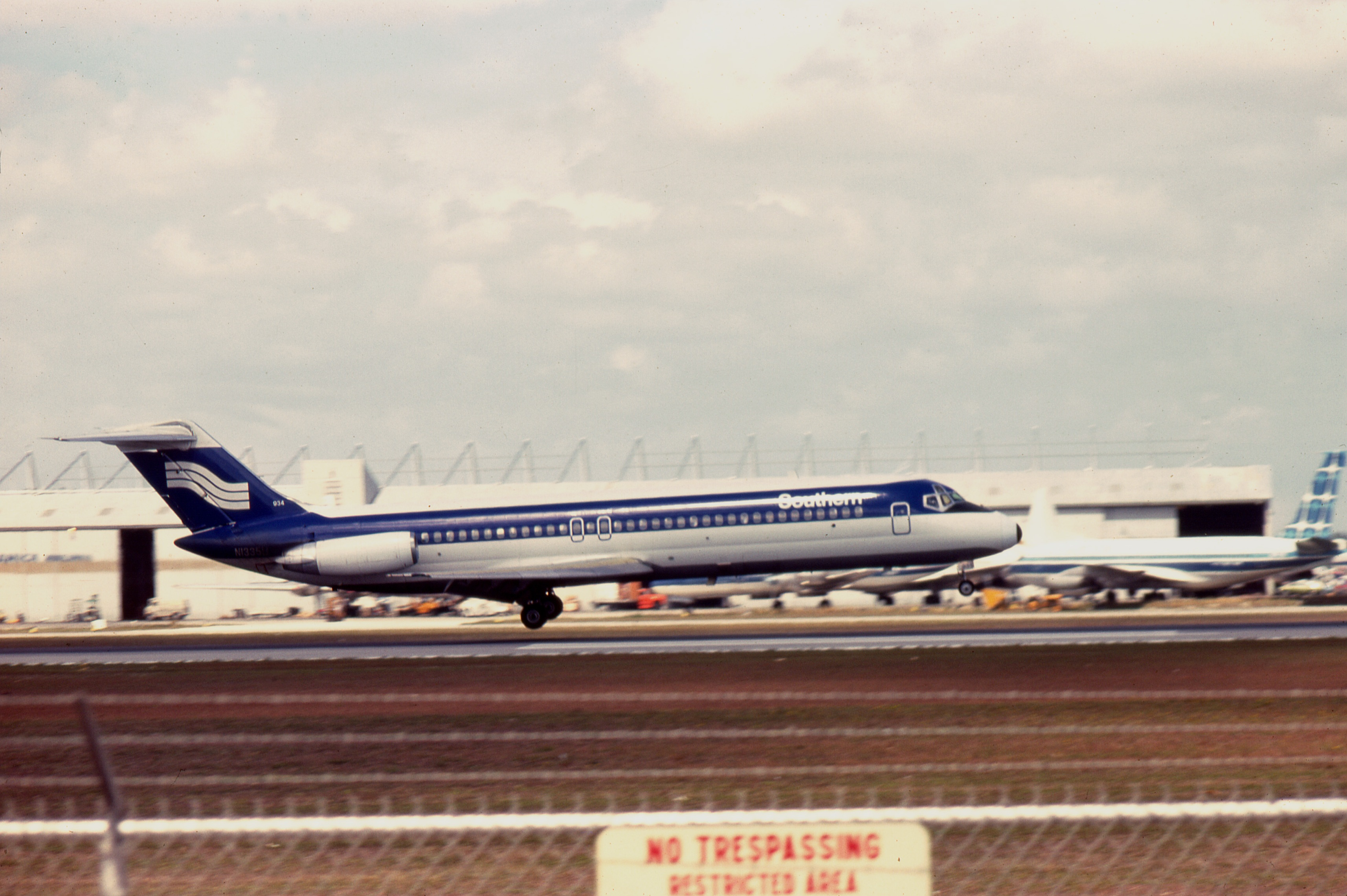
事故機のN1335U
ロサンゼルス国際空港にて

- 使用機材：DC-9-31（機体番号N1335U）
- フライトプラン：アラバマ州ハンツビル発・ジョージア州アトランタ行き
- 乗員乗客：85人
  - 運航乗務員：2名
  - 客室乗務員：2名
  - 乗客：81人

## 概要
パイロットは「飛行ルートに沿って雷雲が広がり竜巻発生の可能性もある」という気象情報を受け取っていたが、「飛行可能」と判断して豪雨の中を離陸した。受け取った気象情報は実際は最新のものではなく、天候は既に悪化していた。離陸してまもなく、大きな雷雲に遭遇するが、迂回せずに機体の気象レーダーで切れ目を見つけ、そこを飛行する判断をした。
実際はレーダーの減衰により切れ目のようになっていただけで、最も嵐が激しいポイントであった。中に入ると突然暴風雨と大型の雹が機体を襲い、雹によりウィンドシールドにヒビが入り始めていた。直進はあきらめ、迂回ルートを取るが、まもなく機内の電力が落ちるというトラブルに見舞われる。しかし電力はすぐ復活した。
アトランタの進入管制から15,000フィート (4,600 m)への上昇を指示されたため、推力を上げて上昇しようとした。するとまもなく1番エンジンが停止、続いて2番エンジンも停止した。補助動力装置により電力は回復するが、エンジンの再始動は成功せず、エンジン停止のまま緊急着陸を余儀なくされた。
東に20マイルの所にある設備の整ったドビンス空軍予備役基地への着陸を勧められたが、5,000フィート (1,500 m)を切るまでに降下していたため最も近い空港を要求、北に15マイルで滑走路が短いカータースビル空港に変更した。間もなく、カータースビルまでもたどり着けないと判断した副操縦士はジョージア州・ニューホープという町(ウィキ座標)にある幹線道92号線（現在は381号線）を滑走路代わりにして緊急着陸を試みた。

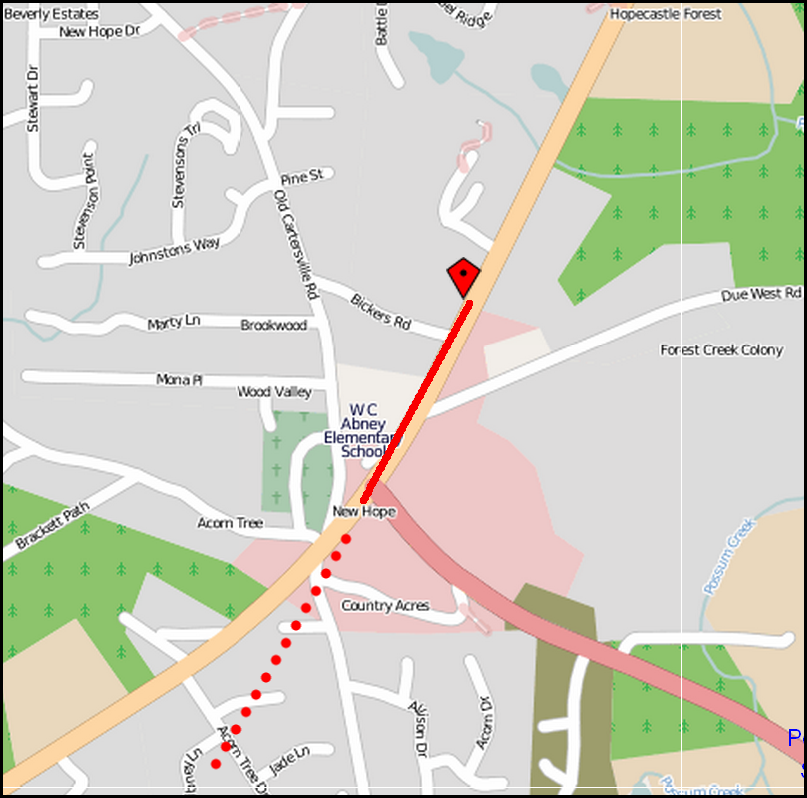
不時着後の事故機の軌道（実線）

タッチダウンはうまくいったが、道路の直線距離が短かった上、道路沿いには電柱や道路標識など障害物が多かったため、大きくバウンドしガソリンスタンドや食料品店などの建物を巻き込んで炎上し大破した。結果、機長・副操縦士を含む乗員乗客の62人と地上にいた8人が死亡した。その後、さらに乗客と地上の各1人が死亡し死者は計72人となった。なお、生存者は22人だった（客室乗務員2人と乗客20人）。

## 事故原因

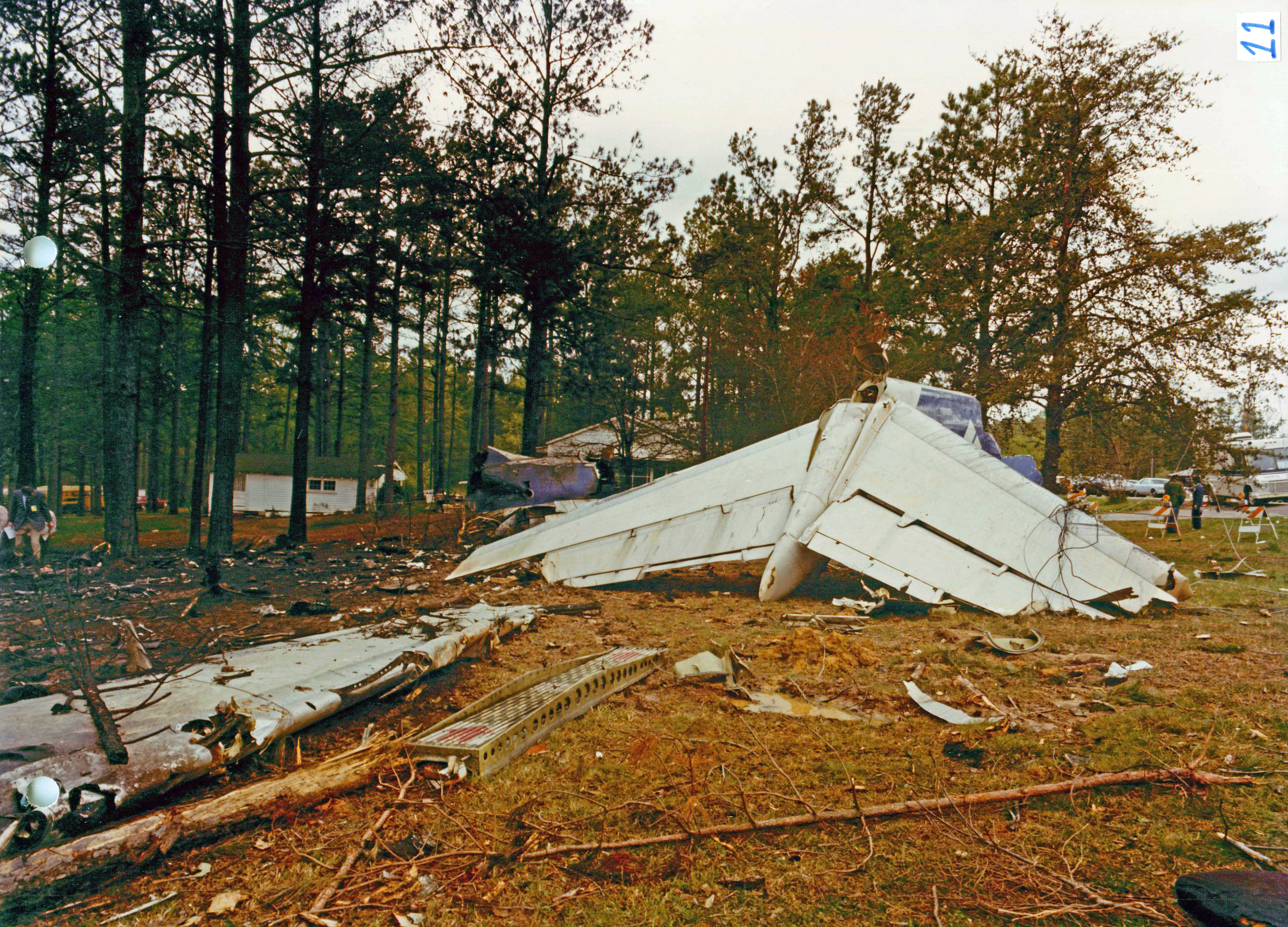
事故機の尾翼

国家安全運輸委員会(NTSB)による事故調査の報告によると、事故につながった2基のエンジン停止は、激しい雷雲の中を通過したことが原因としている。豪雨による大量の水がエンジン内に進入し、ブリードバルブを雹が詰まらせパイロットがスラストレバーを動かしたことにより激しいサージング、ストールが起き、その結果コンプレッサーブレードが破壊されてエンジンが停止したと推測している。一時的に起きた停電については、豪雨によりエンジン出力が下がったことにより発電ができなくなったためとした。他の事故原因としては、航空会社が最新の気象情報をパイロットに提供できなかったこと、パイロットが機体の気象レーダーを信頼しすぎたことなどが挙げられている。連邦航空局の航空交通官制システムの制限がパイロットへのリアルタイムの気象情報の提供を妨げたともしている。

## その他
トラブル発生後から墜落まで、パイロットは乗客や客室乗務員に対して何の説明も行うことができなかった。しかし客室乗務員が率先して緊急時の説明を行い、窓の外に木々が見えた時には緊急着陸姿勢をとるように乗客に叫んだ。これが22人の生存者に寄与したといわれている。
エンジン停止直後、実際には墜落地点のやや手前にコーネリアス・ムーア・フィールド（ポルク・カウンティー空港）という1200メートルの短い滑走路を持つ小さな飛行場があったが、管制官は管轄外だったこともありその存在を知らなかった。これを知って憤慨した生存者もいた。

## 事故後
NTSBは気象レーダーの描画性能を改良するよう勧告。エンジンにサージングが起こった場合にはスラストレバーを絞りサージングを抑制することが重要であると再確認された。
サザン航空は1979年、ノースセントラル・エアラインズ（英語版）と合併してリパブリック航空となったが、1986年にノースウエスト航空と合併した。その後、ノースウエスト航空は2008年にデルタ航空と合併し消滅した。

## 映像化
- メーデー!:航空機事故の真実と真相 第5シーズン第6話「SOUTHERN STORM」
- TBS 世界衝撃映像100連発